# NGC 7188
NGC 7188 ist eine Balken-Spiralgalaxie vom Hubble-Typ SBbc im Sternbild Wassermann, die schätzungsweise 82 Millionen Lichtjahre von der Milchstraße entfernt ist.
Die Galaxie wurde am 9. Oktober 1885 von dem Astronomen Francis Leavenworth mit einem 26-Zoll-Teleskop entdeckt und später von Johan Dreyer in seinen New General Catalogue aufgenommen.